# Audrey McElmury
Audrey McElmury (ur. 24 stycznia 1943 w La Jolla, zm. 23 marca 2013 w West Yellowstone) – amerykańska kolarka szosowa i torowa, złota medalistka szosowych mistrzostw świata.

## Kariera
Największy sukces w karierze Audrey McElmury osiągnęła w 1969 roku, kiedy zdobyła złoty medal w wyścigu ze startu wspólnego podczas szosowych mistrzostw świata w Brnie. W zawodach tych bezpośrednio wyprzedziła Brytyjkę Bernadette Swinnerton oraz Ninę Trofimową ze Związku Radzieckiego. Był to jedyny medal wywalczony przez McElmury na międzynarodowej imprezie tej rangi. Najbliżej kolejnego medalu była na szosowych mistrzostwach świata w Gap w 1972 roku, gdzie w tej samej konkurencji była czwarta. Walkę o podium przegrała tam z Anną Konkiną z ZSRR. Ponadto w latach 1966 i 1970 zdobywała szosowe mistrzostwo USA oraz zwyciężała na torze, wygrywając indywidualny wyścig na dochodzenie. Nigdy nie wystąpiła na igrzyskach olimpijskich.